# Cafeïne-extractie

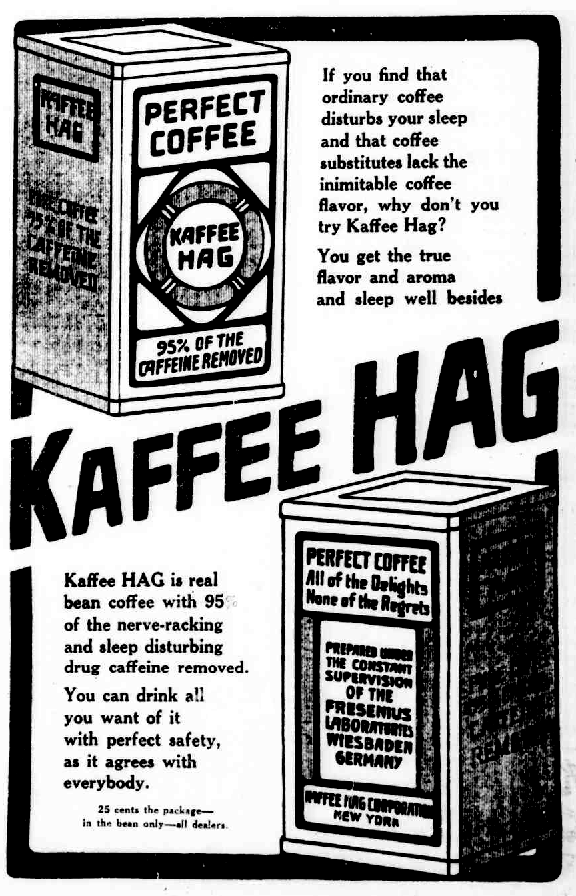
Advertentie uit 1914 voor "Koffie HAG"

Cafeïne-extractie is de noemer waaronder men verscheidene methodes verzamelt om cafeïne uit koffie of thee te extraheren. Het is niet mogelijk om echt alle cafeïne te verwijderen. Er blijft altijd een (heel) kleine hoeveelheid achter. Het resterende gehalte cafeïne in cafeïnevrije koffie mag wettelijk niet meer dan 0,1% bedragen, berekend op de droge stof. Dit komt neer op maximaal 1 milligram cafeïne per gram gebruikte (droge) koffie.

## De Roseliusmethode
De eerste commercieel succesvolle manier om cafeïne uit koffiebonen te verwijderen werd ontdekt door Ludwig Roselius en Karl Wimmer in 1903. De bonen worden gestoomd in een oplossing met zout water. Daarna wordt de cafeïne verwijderd met benzeen als oplosmiddel. Dergelijke koffie werd verkocht als Koffie HAG (Handels Gesellschaft) in Europa. In Frankrijk stond het bekend als Café Sanka. Wegens de gezondheidsrisico's van benzeen wordt dit proces niet langer gebruikt door de industrie.

## De Zwitserse watermethode
De Zwitserse watermethode werd in de jaren 30 in Zwitserland ontwikkeld. Een lading ongeroosterde koffiebonen wordt geweekt in heet water, waardoor de cafeïne vrijkomt. Dit proces wordt uitgevoerd totdat alle cafeïne en koffiebestanddelen opgenomen zijn in het water. De bonen worden daarna opgevist en afgevoerd. Het water wordt door een koolstoffilter gepompt die de cafeïnemoleculen opvangt, maar de andere bestanddelen doorlaat. Het gearomatiseerde water wordt vervolgens opnieuw in een tank met nieuwe koffiebonen gedaan. Omdat het water verzadigd is van de koffiearoma's, wordt deze keer alleen nog de cafeïne opgenomen. Deze methode wordt herhaald totdat 99,9% van de cafeïne is verwijderd. De bonen worden daarna opgevist en gedroogd. Het voordeel van deze methode is dat de smaak en geur van de koffie zo goed als intact blijft. In Vancouver zou zich de enige fabriek ter wereld bevinden die nog steeds deze methode toepast.

## De rechtstreekse methode
Bij de zogenaamde "rechtstreekse" methode worden de koffiebonen eerst gedurende 30 minuten gestoomd. Vervolgens worden ze gedurende 10 uur meermaals gereinigd met dichloormethaan of ethylacetaat. Vervolgens laat men het chemische oplosmiddel verdampen. Ethylacetaat komt in de natuur voor in verscheidene fruit- en groentesoorten. Daarom wordt deze methode ook wel de "natuurlijke" methode genoemd. Het is echter niet haalbaar om dergelijke hoeveelheden ethylacetaat te verzamelen. Daarom wordt een synthetische variant gebruikt.

## De indirecte methode
Bij de "indirecte" methode worden de koffiebonen eerst gedurende meerdere uren geweekt in heet water. In feite zet men dus een pot sterke koffie. Vervolgens wordt de cafeïne uit de vloeistof gefilterd met dichloormethaan of ethylacetaat, zoals bij de "rechtstreekse" methode. Het oplosmiddel laat men verdampen. Het water wordt hergebruikt bij een nieuwe lading bonen. Na meerdere cycli wordt een evenwichtstoestand bereikt waarbij het water verzadigd is met diverse geur- en smaakstoffen. Voorbij dit verzadigingspunt wordt alleen nog cafeïne onttrokken aan de nieuwe bonen, waardoor de smaak- en geurstoffen beter behouden blijven.
Op deze manier is dus cafeïne-vrije koffie te maken.
Omdat bij de opstartfase van deze methode water nodig is, noemt men haar ook wel de "watermethode", ondanks het gebruik van de chemicaliën.

## De CO2-methode
Deze methode is in vakterminologie gekend als superkritische vloeistofextractie. De koffiebonen worden vooreerst gestoomd. Bij de CO2-methode, weekt men ze vervolgens in een bad van vloeibare koolstofdioxide waarbij de druk verhoogd wordt tot 73 à 300 atm. De CO2 met daarin opgelost de cafeïne wordt vervolgens verwijderd van de bonen. Vervolgens zijn er twee trajecten mogelijk. Het eerste is dat men de druk gedeeltelijk laat ontsnappen zodat CO2 verdampt en de cafeïne kan worden opgevangen. Het CO2-gas wordt hierbij gecondenseerd en hergebruikt. In het tweede traject houdt men de CO2 onder druk en laat haar door water- of koolstoffilters passeren om de cafeïne te verwijderen, waarna de CO2 hergebruikt wordt. CO2 werkt efficiënter dan water op voorwaarde dat het in superkritische toestand wordt gehouden. In de superkritische toestand is de CO2 eigenlijk een sterk verdicht gas, met een dichtheid vergelijkbaar met een vloeistof. Zodoende profiteert het proces van de hoge diffusiteit van de gastoestand en de hoge dichtheid van de vloeistoftoestand. De CO2-methode heeft het voordeel dat geen giftige oplosmiddelen worden toegepast.

## De triglyceridemethode
Bij deze methode worden ongeroosterde bonen geweekt in heet water. Op deze manier komt de cafeïne naar het oppervlak van de bonen. Vervolgens sluist men de bonen door naar een andere container en dompelt ze onder in koffieoliën die uit gebruikt koffiegruis worden gepuurd. Door de bonen gedurende verscheidene uren op hoge temperatuur te houden wordt de cafeïne opgezogen door het triglyceride in de oliën zonder het aroma aan te tasten. Daarna scheidt men de bonen van de olie en droogt men ze. De cafeïne wordt vervolgens eveneens gescheiden van de olie. De olie wordt immers hergebruikt bij een nieuwe lading bonen. Ook deze methode is er een van "rechtstreeks contact".